# Square Up
Square Up – pierwszy koreański minialbum południowokoreańskiej grupy Blackpink, wydany 15 czerwca 2018 roku przez wytwórnię YG Entertainment. Ukazał się w dwóch wersjach: „Black” i „Pink”. Płytę promował singel „Ddu-Du Ddu-Du”. Sprzedał się w nakładzie 229 990 egzemplarzy w Korei Południowej (stan na listopad 2018 r.). Zdobył certyfikat Platinum w kategorii albumów.

## Lista utworów
| CD | CD                                              | CD                 | CD                           | CD                          | CD      |
| Nr | Tytuł utworu                                    | Tekst              | Kompozycja                   | Aranżacja                   | Długość |
| -- | ----------------------------------------------- | ------------------ | ---------------------------- | --------------------------- | ------- |
| 1. | „Ddu-Du Ddu-Du” (kor. 뚜두뚜두 (DDU-DU DDU-DU)) | Teddy              | Teddy, 24, R.Tee, Bekuh Boom | Teddy, 24, R.Tee            | 3:29    |
| 2. | „Forever Young”                                 | Teddy              | Teddy, Future Bounce         | Teddy, Future Bounce, R.Tee | 3:57    |
| 3. | „Really”                                        | Teddy, Danny Chung | Teddy, Choice37              | Choice37                    | 3:17    |
| 4. | „See U Later”                                   | Teddy              | Teddy, R.Tee, 24             | R.Tee, 24                   | 3:18    |

## Notowania
| Lista                   | Pozycja |
| ----------------------- | ------- |
| Gaon Weekly Album Chart | 1       |
| Five Music (Tajwan)     | 1       |